# SC Rusj Uzhorod
El SC Rusj Uzhorod fue un equipo de fútbol de Checoslovaquia y Hungría que alguna vez jugó en la Primera División de Checoslovaquia, la desaparecida primera división de fútbol en el país.

## Historia
Fue fundado el 15 de agosto de 1925 en la ciudad de Uzhorod y el club tenía influencia del territorio actualmente conocido como Ucrania, reflejado en su escudo.
Su primer partido lo jugaron el 4 de junio de 1926 ante otro equipo de la ciudad de Uzhorod, el CsSK Uzhorod y fue derrota por marcador de 0:2. El 1 de julio de 1926 viajó a Polonia para enfrentar al Ukraina Lwow en dos partidos, los cuales terminaron los dos 3:3.
A partir de 1929 el club se unió a los campeonatos de la actual Eslovaquia, logrando el título en dos ocasiones y en la temporada de 1935/36 logra el ascenso por primera vez a la Primera División de Checoslovaquia. Lamentablemente para el equipo descendieron en su primera temporada luego de ganar solo dos partidos de los 22 que jugó y terminó en undécimo lugar entre 12 equipos.
Durante la Segunda Guerra Mundial el equipo jugó en la NB2, segunda división de fútbol de Hungría, donde se mantuvieron hasta que terminó la Segunda Guerra Mundial en 1945 y posteriormente y posteriormente desapareciera luego de que se fusionara con el Spartak Uzhorod para dar origen al Hoverla Uzhorod y el territorio pasara a ser de la Unión Soviética.

## Palmarés
- Primera Liga de Eslovaquia: 3

1928, 1933, 1936